# Karekin I (katolikos Ormian)
Karekin I Sarkisjan (orm. Գարեգին Ա. Սարգիսյան, także Garegin I Sarkissian, ur. 1932, zm. 1999) – duchowny Apostolskiego Kościoła Ormiańskiego, w latach 1977–1995 Patriarcha Wielkiego Domu Cylicyjskiego, a w latach 1995–1999 Katolikos Wszystkich Ormian, Patriarcha Świętej Stolicy Eczmiadzynu.

## Życiorys
Urodził się w Kassab, w północnej Syrii 27 sierpnia 1932 jako Neszan Sarkisjan. W 1946 wstąpił do seminarium duchownego prowadzonego przez ormiański patriarchat cylicyjski. W 1949 przyjął święcenia diakońskie. Seminarium ukończył z wyróżnieniem w 1952, zaś 28 września tego roku został wyświęcony na kapłana zakonnego – przyjął wtedy imię Karekin na cześć ormiańskiego patriarchy cylicyjskiego Karekina I Howsepiana. W 1955 został uzyskał tytuł wartabed – doktora teologii Apostolskiego Kościoła Ormiańskiego. W latach 1955–1956 zarządzał wydziałem seminarium duchownego w Antelias, w latach 1956–1957 był jego dziekanem. W latach 1956–1959 studiował teologię na Oxfordzie.
Po powrocie do Antelias ponownie objął stanowisko dziekana seminarium. Od 1963 stał się pomocnikiem ówczesnego patriarchy cylicyjskiego Chorena I – organizował jego podróże, brał udział w spotkaniach ekumenicznych organizowanych przez Światową Radę Kościołów, był w imieniu Apostolskiego Kościoła Ormiańskiego obserwatorem takich historycznych wydarzeń, jak sobór watykański II, konferencja Kościoła Anglikańskiego w Lambeth, spotkanie głów Kościołów orientalnych w Addis Abebie w 1965. W tym okresie również wykładał gościnnie w szkołach w Bejrucie, w Moskwie i w Kottajam. 16 czerwca 1963 został mianowany starszym archimandrytą, a 19 stycznia 1964 został wyświęcony na biskupa. Od 1968 był członkiem różnych komitetów Światowej Rady Kościołów.
W 1971 Karekin Sarkisjan został prałatem diecezji Nowa Julfa z siedzibą w Isfahanie. W 1973 został legatem patriarszym we wschodniej prałaturze Apostolskiego Kościoła Ormiańskiego (obediencji cylicyjskiej) w Ameryce z siedzibą w Nowym Jorku. 26 kwietnia 1973 został mianowany arcybiskupem, a w 1974 – prymasem Apostolskiego Kościoła Ormiańskiego w Ameryce. Jako legat i prymas odznaczył się organizując działalność Kościoła na rzecz wiernych, a także, w latach 1976–1977, organizując pomoc dla dotkniętego wojną domową Libanu.
22 maja 1977 arcybiskup Karekin Sarkisjan został wybrany na katolikosa i patriarchę cylicyjskiego (do śmierci poprzedniego patriarchy cylicyjskiego Chorena I w lutym 1983 był katolikosem-koadiutorem). Jako patriarcha cylicyjski Karekin II Sarkisjan doprowadził do intelektualnego i edukacyjnego ożywienia patriarchatu. Złożył wiele wizyt oficjalnych – w Libanie, Syrii, Iranie, na Cyprze, w USA, Kuwejcie i w krajach Zatoki Perskiej – oraz odbył wiele spotkań ekumenicznych, między innymi z papieżem Janem Pawłem II, arcybiskupem Canterbury Robertem Runcie, patriarchą koptyjskim Szenudą III i z przedstawicielami wyznań protestanckich. Opublikował wiele prac w zakresie teologii, filozofii, etyki i literatury oraz na temat Armenii.
Jeszcze jako patriarcha cylicyjski Karekin Sarkisjan utrzymywał kontakty ze stolicą patriarszą w Eczmiadzynie. Po śmierci patriarchy eczmiadzyńskiego Waskena I Baldżiana w sierpniu 1994, na synodzie elekcyjnym Karekin Sarkisjan 4 kwietnia 1995 został wybrany Katolikosem i Patriarchą Wszystkich Ormian, rezydującym w Eczmiadzynie. Jego intronizacja jako Karekina I nastąpiła w niedzielę palmową 9 kwietnia 1995. Karekin I był pierwszym od wielu setek lat patriarchą wybranym w niepodległej Armenii. Jako patriarcha eczmiadzyński przebudował strukturę organizacyjną Apostolskiego Kościoła Ormiańskiego na świecie, odnowił seminarium duchowne w Eczmiadzynie i odbył wiele podróży apostolskich po Armenii, w tym po Górskim Karabachu. Przewodniczył również synodowi, który wybrał nowego patriarchę cylicyjskiego Arama I Kesziszjana. Podjął przygotowania do obchodów jubileuszu 1700-lecia przyjęcia chrześcijaństwa przez Armenię.
Patriarcha Karekin I Sarkisjan zmarł na raka 29 czerwca 1999 w Eczmiadzynie. Rok przed śmiercią mianował swoim wikariuszem generalnym arcybiskupa Karekina Nersisjana, który stał się jego następcą na tronie patriarszym.